# Только для своих
Только для своих — дебютный студийный альбом рэп-группы 25/17, выпущенный 22 сентября 2009 года на лейбле Монолит Рекордс.
В записи альбома приняли участие Natty, Искра, МСК, Грот, Београдски синдикат и D-Man 55. Альбом был спродюсирован участниками группы 25/17, за исключением песни «Линия фронта» — музыку к ней написал Андрей Кит из группы МСК. В 2016 году песня «Линия фронта» была внесена в федеральный список экстремистских материалов.
21 апреля 2010 года альбом номинировался на премию «Лучший Альбом» на первой Национальной Премии в области Хип Хоп культуры — Russian Street Awards 2010. А песня «На городской карте» была номинирована на премию «Лучший видеоклип».
На треке «Только для своих» была взята строчка песни На порядок выше.

## Об альбоме
Альбом записывался во время участия Анта на проекте Битва за Респект. По словам Андрея Бледного, он является дебютным.

«Релизы, изданные до этого, выходили под заголовком „Иезекииль 25:17 представляет…“, и были проектами, где мы являлись объединяющим звеном. Альбом „Только для своих“ максимально точно отражает наши взгляды, передает наши эмоции. Это не мы решаем, кто для нас „свои“, это наши слушатели решают, „свои“ ли они для нас, а мы для них», — говорят участники 25/17.— Rap.Ru

## Список композиций
| №  | Название                                                      | Длительность |
| -- | ------------------------------------------------------------- | ------------ |
| 1  | Иезекииль 25:17                                               | 0:30         |
| 2  | Два пять один семь                                            | 2:35         |
| 3  | Только для своих                                              | 2:10         |
| 4  | На городской карте                                            | 4:24         |
| 5  | Твой сын                                                      | 3:12         |
| 6  | Собака                                                        | 4:12         |
| 7  | Место под солнцем                                             | 3:20         |
| 8  | Раки                                                          | 4:25         |
| 9  | Никто не сможет меня остановить                               | 4:10         |
| 10 | Я никогда не видел моря                                       | 3:41         |
| 11 | Игрок (п.у. Natty)                                            | 3:41         |
| 12 | Это всё                                                       | 3:31         |
| 13 | Мотыльки (при участии Искра)                                  | 3:42         |
| 14 | Линия фронта (при участии МСК)                                | 3:42         |
| 15 | Мы победим!                                                   | 2:49         |
| 16 | На крыльях мечты (при участии ГРОТ)                           | 3:13         |
| 17 | Вечная весна (при участии Искра)                              | 3:41         |
| 18 | Мы победим! (при участии ГРОТ, Београдски синдикат, D-Man 55) | 6:16         |

## Участники записи
- Бледный — речитатив
- Ант — речитатив, битмейкер
- Андрей Кит (МСК) — речитатив, битмейкер
- Макъ (Александр Тищенко) (МСК) — речитатив

## Рецензии
Альбом не просто хорош, это лучшее, что я слушал в 2009 и один из лучших альбомов в русском рэпе вообще. Когда будет голосование за лучший альбом 2009, буду выбирать между 25/17 и DotsFam, хотя осенью выйдут и Guf, и Slim, и Bad Balance, и Крип-А-Крип, и Смоки Мо…
От себя могу добавить, что это именно то, чего я ждал, единственное – треков в стиле "Линия фронта" и "Мы победим!" хотелось бы больше.

Ант если не лучший, то явно один из лучших битмейкеров русского рэпа. К текстам Бледного и Анта всегда было сложно придраться.
— Олег Иевлев (ProRap.Ru)
Перемена в названии точно отразила смену вектора. «Жизнь прекрасна» – это горькая усмешка аутсайдера, «Только для своих» – уже своего рода never give up и «в борьбе обретешь ты право своё». 25/17 делают рэп без детских болезней, присущих этому жанру в нашей неритмичной стране. Это и веские, как гири, слова, бросаемые не на ветер, и взрослые наблюдения за происходящим вокруг нас здесь и сейчас, и стремление напомнить о базовых ценностях, и непрописные истины, и трогательные признания. Новая работа 25/17 дает гораздо больше, чем можно ожидать от рэп-альбома. Как и следует из названия, только для своих.
— Андрей Никитин (Billboard №10 (30) октябрь 2009)
На этом сибирско-московском коллективе многие поставили штамп "наци-рэп", что с одной стороны, привлекает носителей бытового шовинизма, весьма активную аудиторию, которая готова и на концерт сходить, с другой - безусловно отталкивает многих. Но и те и другие останутся в дураках - на "Только для своих" не найти пищи для смакования этой зловонной темы. Просто это рэп сильных мужчин, у которых есть принципы, которые они готовы отстаивать не только словом, но и делом. И как у всех сильных, они с протестом.
— Руслан Муннибаев (Rap.Ru)
И это была работа на уровень выше по сравнению с предыдущими. Сочетать суровое слово с мелодичным припевом они научились именно к этой пластинке. Непохожие Ант и Бледный оттеняли друг друга, дополняли, а кого-то и раздражали: легко вспомнить отчаянные комменты “уберите Бледного из группы”, сложнее — как легковесный проект “Дэфолиант”, где Бледный “не мешал” Анту, закрылся и ушел в небытие, а более жесткий 25/17 с тех пор шел только вперед.
— Beats&Vibes (The Flow)

## Награды и номинации
| Церемония                  | Награда                                   | Страна | Год  | Итог      |
| -------------------------- | ----------------------------------------- | ------ | ---- | --------- |
| Russian Street Awards 2010 | «Лучший Альбом»                           | Россия | 2010 | Номинация |
| Russian Street Awards 2010 | «Лучший видеоклип» («На городской карте») | Россия | 2010 | Номинация |